# Мацьковичі (Підкарпатське воєводство)
Мацьковичі (пол. Maćkowice) — село в Польщі, у гміні Журавиця Перемишльського повіту Підкарпатського воєводства. Розташоване за 9 км на північний захід від Перемишля і за 8 км від Журавиці, над річкою Радою, лівою притокою Сяну. Давніше село мало назву Macikowice, Manczikowice (коло 1464 р.) (SGKP, V, 888—889). Населення — 1034 особи (2011).

## Історія
Ще за часів князя Льва Даниловича, за переказами, селяни Мацьковичів та сусідніх сіл доглядали великі табуни (стаднину) княжих коней, за що користувались княжими, а пізніше королівськими привілеями та не підлягали панщині. У XVI ст. вони покликувалися на свої права з княжих часів і навіть подали польському урядові грамоти князя Льва, що, мовляв, князь взяв їх «на службу нашу воєнну й для догляду наших коней господарських (княжих) при дворі нашому перемиському». Ця грамота була підроблена, але канцелярія польського короля цього не пізнала, і селяни залишилися вільні від панщини..
Перша письмова згадка про Мацьковичі — в 1464 році у листі польського короля Казимира Ягелончика до перемиського старости Якуба Конєцпольського, з вимогою покарати шляхтичів Добєслава Жиравського, Петра Ваповського і Хабра з Кривецької Волі за шкоду, заподіяну в лісах, що належали до королівських володінь у Мацьковичах (Акти гродзькі, том І, стор. 31).
У 18 столітті Мацьковичі з королівських володінь переходять у власність князів Любомирських, зокрема Антонія і Софії (як свідчить інвентар 1768 року), у яких їх придбав Антоній Дершняк з Рокетниці, що помер у 1798 році.
До 1947 р. більшість населення Мацьковичів становили українці, греко-католики. Так, у 1880 р. у селі було коло 980 греко-католиків, що розмовляли надсянським говором української мови, і 63 римо-католики. У 1939 р. тут налічувалось 1980 мешканців, з яких було 1620 українців-грекокатоликів, 120 україномовних римо-католиків (латинників), 220 поляків (у тому числі 150 новоприбулих колоністів), 20 євреїв.
В результаті заходів з обміну українським і польським населенням 1944-45 років та операції «Вісла» 1947 року сьогодні переважну більшість населення Мацьковичів становлять поляки.
У селі є знищена історична Церква святого Симеона в Мацьковичах Греко-Католицької Церкви, а також старе українське парафіяльне кладовище, упорядковане в 2012 році зусиллями польського товариства «Магурич».
Саме переселенці з Мацьковичів (Микола Грицевич, Євген Фамуляк, Ярослав Посіко, Ілько Пись, Петро і Богдан Новаки, що після війни були переселені в м. Дубляни Львівської області) відродили принесену з Надсяння традицію виготовлення різдвяних звізд,.
У 1975—1998 роках село належало до Перемишльського воєводства.

## Церква святого Симеона
У селі збереглися руїни двохсотлітньої церкви святого Симеона. Свого часу парохом храму був отець Стефан Гарабач.
Церква перебуває у занедбаному стані, дах і склепіння відсутні.

## Відомі люди
- Турчак Степан Васильович (*28 лютого 1938, Мацьковичі — †23 жовтня 1988, Київ) — український диригент. Народний артист СРСР (1977).
- Перхач Володимир Степанович (*16 червня 1929, Мацьковичі — †12 листопада 2005, Львів) — Лауреат Державної премії України в царині науки й техніки, академік Академії інженерних наук України, член міжнародного інституту інженерів-електриків, доктор технічних наук, професор.
- Горак Лев (*1922, Мацьковичі) — провідний діяч УСКТ в Ельблонгу, засновник тутешнього осередку та фундатор греко-католицької парафії[10].

## Демографія
Демографічна структура станом на 31 березня 2011 року:
|          | Загалом | Допрацездатний вік | Працездатний вік | Постпрацездатний вік |
| -------- | ------- | ------------------ | ---------------- | -------------------- |
| Чоловіки | 534     | 130                | 361              | 43                   |
| Жінки    | 500     | 100                | 301              | 99                   |
| Разом    | 1034    | 230                | 662              | 142                  |